# 시각 방언
시각 방언(영어: eye dialect) 이란 조지 필립 크라프(George Philip Krapp)가 만든 조어이다. "says"를 "sez"로, "women"을 "wimmin"으로 쓰는 등 발음이 나는 대로 표기하는 현상을 말한다.

## 예시

### 영어
- says - sez
- women - wimmin

### 스페인어
- bueno - weno

## 같이 보기
- 과잉수정
- 몬더그린